# Església de Nuestra Señora de la Asunción (La Alberca de Záncara)
L'església de Nuestra Señora de la Asunción és una església catòlica situada en la població espanyola de La Alberca de Záncara. Es tracta d'una església dels segles XV i XVI, d'estil gòtic tardà i de transició a l'estil renaixentista.
Compta amb una sola nau, la volta de la qual se sustenta amb vuit columnes semiembegudes en el mur. Al seu interior té quatre capelles laterals, d'estil renaixentista. Destaca la primera a l'esquerra, amb portada coronada amb els escuts de la família Orea i una reixa de l'escola d'Hernando de Arenas. El retaule major de fusta policromada, té cinc cossos i doble ordre. Destaca la talla de la Verge del Rosari, un Crist barroc i alguns quadres. En la sagristia hi ha un museu d'art sacre i d'etnografia.
La portada principal és d'estil herrerià, i sobre la porta, compta amb un frontó triangular amb boles i pinacles. La torre campanar data de 1580 i és obra de Juan de Zaldívar. Baix d'esta es troba el baptisteri.